# 日中国交正常化
日中国交正常化（にっちゅうこっこうせいじょうか）とは、1972年9月に日中共同声明を発表して、日本国と中華人民共和国が国交を結んだことである。

## 概要
これにより、中華人民共和国建国23年を経て両国間の正式な国交がない状態を解決した。1972年9月25日に、田中角栄が現職の内閣総理大臣として中華人民共和国の北京を初めて訪問して、北京空港で出迎えの国務院総理の周恩来と握手した後、人民大会堂で数回に渡って首脳会談を行い、9月29日に「日本国政府と中華人民共和国政府の共同声明」（日中共同声明）の調印式において、田中、周が署名したことにより成立した。またこの日中共同声明に基づき、日本は中華人民共和国と対立関係にあり、それまで国交のあった中華民国に断交を通告した。
ニクソン訪中発表に続く1971年10月の国連のアルバニア決議で、中華人民共和国が常任理事国の地位を取得するなど、国際的な枠組みの変容が背景にあった。成立は田中内閣であるが、それまでに自民党は勿論、社会党、公明党、民社党もそれぞれの立場で訪中して日中間の意思疎通に重要な役割を果たし、また経済界、スポーツ界（卓球・バレーボールなど）など、多くの地道な関係改善努力の積み重ねにより成立したものである。
この国交正常化により、1973年1月11日に日本の在中日本国大使館が開設され、中華人民共和国の駐日中華人民共和国大使館は同年2月1日に設置された。また、この国交正常化以降、日本から中華人民共和国へ総額3兆円を超えるODA（政府開発援助）が実施されている。

## 前史・戦後の日中関係

### 二つの中国
1945年に日本が中華民国を含む連合国に降伏し、第二次世界大戦が終結すると間もなく国共内戦が始まった。1949年10月1日、これを優位に進めていた中国共産党によって中華人民共和国が建国され、敗退を続けた中国国民党率いる中華民国は台湾島とその周辺の諸島を支配するのみとなった。こうして「中国を代表する」と主張する政府が二つ存在する状態が生まれ、いわゆる「中国代表権問題」に直面することとなった。この時は日本はまだ戦後4年で連合国軍（GHQ）の占領下に置かれ、外交権の無い時期であった。
中華人民共和国とは、ソビエト連邦をはじめとする東側諸国が早い時期に国交を結んだ。また、イギリスは西側諸国の一員であるものの、植民地として抱える香港への中華人民共和国の圧力を意識せざるを得ないため、1950年1月に中華民国との領事関係は維持したまま中華人民共和国を承認して北京に代理大使を置き、当初から同盟国のアメリカ合衆国とは異なるスタンスを取った。そして後年に起こった国連における中国代表権の争いでは、イギリスはどちら側の提案にも賛成するという態度に終始した。
1950年に朝鮮戦争が始まり、2年後に日本が占領下を脱したころには、すでに朝鮮半島では大韓民国側についた国連軍の主力であるアメリカ軍やイギリス軍と、北朝鮮側についた中華人民共和国の人民義勇軍（「義勇軍」という名目ではあったが、事実上の中国人民解放軍だった）が砲火を交えていた。日本は西側陣営に属した中華民国を支持する立場に立ったため、中華人民共和国とは国交を持たない状態が1972年まで続くことになった。その間は民間での経済交流を行うのみであった。

### 日中民間貿易協定
国交樹立までの日本と中華人民共和国との交流は、細々とした民間交流に過ぎなかった。1950年10月1日には「日中友好協会」が設立されたものの、同年勃発した朝鮮戦争の影響もあって12月6日には対中輸出を全面禁止するなど、ソビエト連邦や北朝鮮などの東側諸国と共同歩調を取る中華人民共和国を警戒する政策がとられていった。
さらに1952年4月、日中貿易促進会議を設立していた高良とみ、帆足計、宮腰喜助の各国会議員が、政府方針に反しソ連から直接北京を訪問。6月に第一次日中民間貿易協定に調印し、国内に大きな議論を巻き起こした。
この時期は日本が中華民国と日華平和条約を結んだ頃でもあった。1953年7月に中華人民共和国も参戦していた朝鮮戦争が休戦に至ると、「日中貿易促進に関する決議」が衆参両院で採択された。そして池田正之輔を団長とする日中貿易促進議員連盟代表団が訪中、10月に第二次日中民間貿易協定を結び、民間貿易が活発化した。

### 吉田内閣と日華平和条約
首相の吉田茂は、1951年9月のサンフランシスコ講和会議の前は国会答弁でも中華民国を承認するとは明言しなかった。西側でもイギリスが両国とも関係を保っていることに注目して、中華民国を承認するにしても中華人民共和国の上海に「貿易事務所」を開設することに言及していた。
むしろ中国代表権問題が解決するまで承認を先延ばしすることも考えていたが、アメリカのダレス国務省顧問に一蹴されて、結果として中華民国のみを承認することになった。そして講和条約が発効した4月28日に日華平和条約が締結されて、日本と中華民国との戦争状態は終結した。これが、20年後1972年の日本と中華人民共和国との国交正常化で最も難しい問題となった。

### 鳩山内閣と政経分離
吉田の首相辞任後に鳩山一郎が首相に就任して、対共産圏との関係改善を目指して、特に日ソの国交回復に尽力した。そして対中華人民共和国に関しても政経分離を原則に、外交関係はなくても経済関係の拡大を求め、特に通商産業大臣の石橋湛山は日中貿易拡大を望んでいた。このような鳩山政権の動きに中華人民共和国は注目していた。
1955年4月になると、バンドン会議において高碕達之助と対談した首相の周恩来は、「平和共存五原則の基礎の上に中華人民共和国が日本との国交正常化推進を希望する」と表明した。同年5月には日本国際貿易促進協会、日中貿易促進議員連盟と中華人民共和国日本訪問貿易代表団との間で第三次日中民間貿易協定を結んだ。同年12月に中華人民共和国政府内に「対日工作委員会」が設けられて郭沫若主任、廖承志副主任で対日政策の策定、執行に関する責任部局が出来た。翌1956年9月には、中華人民共和国内の日本人の戦犯、抑留者およそ1000人が釈放されて11年ぶりに故国に戻ってきた。
こうした動きには中華人民共和国側に民間交流を積み上げることによって政府レベルの関係強化をめざす狙いがあった。第三次貿易協定の交渉で外交官待遇の通商代表部の設置を求めてきたことで、あくまで政経分離の方針の日本側とのズレが生じていた。しかし日本側はあくまでアメリカが黙認する範囲内での民間交流の拡大であり、鳩山及びその後の石橋政権での対中政策は、東アジアの冷戦の枠組みからはみ出るものではなかった。

### 岸内閣とアジア外交
1957年2月に石橋の病気辞任の後、岸信介が首相に就任した。彼は冷戦の枠組みの中で日米安保条約の改定でより自主的な外交をめざし、特に東アジアに対しては賠償を含む戦後処理を進めて、アジア諸国との関係改善を計ろうとした。これはアメリカに対して対等の日本の自主性を高める意図があった。
そして戦後初めて現職首相が東南アジアを歴訪して、その帰途に中華民国の台北に立ち寄り、蔣介石総統と会談して中華民国との関係を強化した。岸は中華民国の蒋介石との会談で軍事的な「大陸反攻」に反対しつつ台湾を大陸より豊かにすることが政治宣伝になると提案して中華人民共和国は反発した。親米で親華派だった岸も「日中貿易促進に関する決議」の提案者でもあり、総理就任後も対中政策重視のために起用した外務大臣の藤山愛一郎とともに国会答弁などで中華人民共和国との国交樹立は尚早としつつ第四次日中民間貿易協定への「支持と協力」 や「敵意を持っている、あるいは非友好的な考えを持っているということは毛頭ない」として日中貿易を促進したい旨を再三述べており、岸は中華人民共和国との関係は基本的に「政経分離」であると語ってる。岸は藤山とともに池田正之輔の訪中の際も打ち合わせを行っていた。
そして1958年3月に岸政権の承諾で第四次日中民間貿易協定が締結された。その時の覚書に通商代表部の設置や外交特権を与え、両国の国旗掲揚も認めるなどの内容が盛り込まれていて、このことで日本政府に対して中華民国とアメリカから反発が出て、予定していた日華通商会談を中止して日本製品の買い付け禁止の処置も出され、岸政権は結局民間サイドでの約束であったので外交特権も国旗掲揚も認めない方針を出し、今度は中華人民共和国側と緊張関係が漂う中で1958年5月2日に「長崎国旗事件」が起きた。これに中華人民共和国の外相の陳毅が日本政府の対応を強く批判して、5月10日に全ての日中経済文化交流を中止すると宣言したのである。日中間の貿易が全面中断されて、ここまで積み上げてきた民間交流がここで頓挫していった。この年の夏に周が「政治三原則」（中国人民を敵視しない、二つの中国を作らない、両国の関係正常化を妨害しない）を表明し、これに嫌悪感を示した日中間はしばらく膠着状態となった。それまでの日本側の「政経分離の方針」は中華人民共和国側の「政経不可分の原則」と対立し、1959年に訪中した石橋と周との会談で「政経不可分の原則」の確認がなされた。
しかし、民間レベルでの接触は続き、企業や友好関係にある団体や個人との交流は続けられた。これらはその後「友好貿易」として経済取引きが継続して、やがて「覚書による貿易」との2つのルートで日中間の経済関係は、中華人民共和国内に文化大革命の嵐が吹き荒れた1960年代も続いた。

### 池田内閣と二つの中国政策
1960年の日米安保条約改定の混乱の中で岸が辞任して、池田勇人が首相に就任した。池田は日中関係改善論者であり、日中貿易促進を唱えていた。しかし困難な問題があった。現実には「二つの中国」があり、けれどもどちらの国も「一つの中国」を唱えており、片方と結ぶことはもう片方とは断絶することになる。そして国連での常任理事国である議席の中国代表権をどう解決するかであった。
池田は国連中心の外交方針で、中華人民共和国の国家承認と国連における中国代表権問題を密接に関連づけるようになっていた。そして、まず国連での中国代表権問題の進展を図り、連動して中華人民共和国政府の承認をめざすというものであった。これは中国代表権の範囲を中国本土(大陸)に限定して、中華民国の国連における議席を維持したまま中華人民共和国の国連加盟を推進して最終的には国交樹立を目指すもので、あくまで「二つの中国」が前提であった。しかし両国ともに「一つの中国」を原則としており、西側諸国の多くの国が「二つの中国」という現実への対応に苦慮していた。
池田は当面中華民国を支持しつつも、実際に支配する地域（台湾島一帯、金門島及び馬祖島）にその地位を限定することで同国の国際法的地位を確定し、中華人民共和国の国連加盟が実現しても中華民国の議席は守られると考えていた。そのためには蒋介石を説得しなければならず、それが可能なのはアメリカのみであると考えて、1961年6月の訪米時に当時のジョン・F・ケネディ大統領にこの問題の重要性に言及したが、ケネディの反応は「中華人民共和国の国連加盟に対するアメリカ国内の抵抗が大きい」とするものであった。この問題はこの時で終わってしまった。
そして1964年1月に、突然フランスのシャルル・ド・ゴール大統領が中華人民共和国との国交正常化に踏み切って世界を驚かせたが、フランスは中華人民共和国との国交正常化をしても中華民国が自ら断交措置を取らない限り関係を維持する意向を示していた。この時に中華民国が「二つの中国」政策を認めるのか、日本も注目して、しかも1月30日の衆議院予算委員会で池田は、中華人民共和国の国連加盟が実現すれば日本も中華人民共和国政府を承認したいと述べた。しかし、翌月に中華民国は対仏断交に踏み切り、池田内閣で検討していた「二つの中国」政策は挫折した。

### 友好貿易とLT貿易
1960年夏の池田内閣の誕生と合わせるかのように、中華人民共和国側から対日貿易に対して積極的なアプローチがなされてきた。そして松村謙三、古井喜実、高碕達之助、等の貿易再開への努力ののち、日中貿易促進会の役員と会談した際に周から「貿易三原則」(政府間協定の締結、個別的民間契約の実施、個別的配慮物資の斡旋)が提示されて、ここから民間契約で行う友好取引いわゆる「友好貿易」が始まった。これはあくまで民間ベースのものであったが「政治三原則」「貿易三原則」「政経不可分の原則」を遵守することが規定された政治色の強い側面があり、日本国内では反体制色の強い左翼団体や、政治的立場より収益を優先する企業が中心的な役割を果たしていた。
そこで、これとは別に政府保証も絡めた新しい方式での貿易を進めるために1962年10月28日に高碕達之助通産大臣が岡崎嘉平太（全日本空輸社長）などの企業トップとともに訪中し11月9日に「日中総合貿易に関する覚書」が交わされて、政府保証や連絡事務所の設置が認められて半官半民であるが日中間の経済交流が再開された。この貿易を中華人民共和国側代表廖承志と日本側代表高碕達之助の頭文字からLT貿易と呼ばれている。
しかし1963年10月7日に日中貿易のため中国油圧式機械代表団の通訳として来日した人物が亡命を求めてソ連大使館に駆け込み、その後中華民国へと亡命希望先を変えて、その後もとの中華人民共和国への帰国を希望する事件が発生した（周鴻慶事件）。政府は結局中華人民共和国へ強制送還したが、中華民国が反発して両日関係が戦後最悪といわれるほど悪化し、その打開に吉田が訪台してその後にお互いの了解事項を確認した「吉田書簡」を当時の国府総統府秘書長張群に送り、その中で二つの中国構想に反対して日中貿易に関しては民間貿易に限り中華人民共和国への経済援助は慎むことなどの内容があって、LT貿易に関しては影響を受けた。しかし池田の日中貿易に対する積極的な姿勢は変わらなかった。
さらに1964年4月19日、当時LT貿易を扱っていた高碕達之助事務所と廖承志事務所が日中双方の新聞記者交換と、貿易連絡所の相互設置に関する事項を取り決めた（代表者は、松村謙三と廖承志）。同年9月29日、7人の中華人民共和国の記者が東京に、9人の日本人記者が北京にそれぞれ派遣され、日中両国の常駐記者の交換が始まった（日中記者交換協定）。

### 文化大革命と覚書貿易
1964年秋に池田が病気のため辞任して佐藤栄作が首相に就任した。佐藤内閣は当時、歴代最長の7年8ヶ月続くが、その在任期間はベトナム戦争や沖縄返還、日米安保延長があり、そして中華人民共和国では中ソ対立や文化大革命があって国内が混乱し、日中間には大きな溝が生まれて、再び交流に齟齬をきたした。
1966年3月には日本共産党の宮本顕治が訪中したが、中国共産党主席毛沢東と路線対立して帰国し、それまで友好的であった両国共産党の関係が悪化した。この直後、中華人民共和国では文化大革命が始まり、やがて中国共産党を巻き込んで国内が混乱し、中華人民共和国の外交活動も停滞した。この混乱は3年後の1969年4月の中国共産党九全大会で党の立て直しが図られて以降鎮静化した。しかし政府間の関係は冷え切ったままであった。そのような中でも1968年3月に古井喜実が訪中し、覚書貿易会談コミュニケを調印。いわゆる覚書貿易 が開始された。彼は以後毎年訪中し、その継続に努めた。そして、政治的に激動した1960年代後半は、両国の外交関係は半ば閉じられた状態であった。しかし、貿易面ではLT貿易は浮き沈みがあったが民間の友好貿易は右肩上がりで当初の10倍に達した。

### 創価学会の関与
創価学会は1960年に池田大作が会長に就任すると戸田城聖時代の中華民国寄りの姿勢を改め、1968年9月8日、第十一回創価学会学生部総会における講演で池田が中華人民共和国の正式承認と日中国交正常化、中国の国連加盟などを提言すると、中国の機関紙は翌日、一面トップでこれを報じるなど、日中両国で国交正常化の機運が一気に高まった。
1961年（昭和36年）6月、「日本作家協会」の訪中団の一員として中国を訪れた有吉佐和子がいた。その後二回、有吉は訪中し、1965年（昭和40年）には半年にわたって中国各地に滞在した。1966年（昭和41年）5月、有吉佐和子と池田大作が会談した際に、有吉は「将来、池田会長にぜひ中国においでいただきたい」という周恩来からの伝言を伝えたという。

## 経緯

### 米中接近
中華人民共和国が1949年10月に建国されてから、東西冷戦の時代に入ったが、1950年にイギリスが、1964年にフランスが承認して国交を樹立していた。折しも1950年代後半頃から中ソ対立が激しくなり、一方で米ソ協調路線となり、フランスの独自外交とアメリカのベトナム戦争への介入、中華人民共和国の文化大革命など、それまでの東西対立とは違って60年代後半は国際情勢が複雑で多極化していた。1969年春に中ソ間で国境線を巡る武力衝突事件が起きて、中華人民共和国がソ連を主な敵とする外交路線を取り、また混乱していた国内の文化大革命が落ち着き始めてそれまでの林彪らの文革派から周恩来が実権を回復していた頃から、積極的な外交を展開するようになった。1970年10月にカナダ、12月にイタリアと国交を結び、この頃からアメリカへの働きかけが水面下で始まっていた。
1971年3月に名古屋市で開催された第31回世界卓球選手権に文革後初めて選手団を送り、当時のアメリカ選手団を大会直後に中華人民共和国に招待するピンポン外交が展開された。
同年7月、アメリカのヘンリー・キッシンジャー大統領補佐官（当時。後に国務長官）がリチャード・ニクソン大統領の命を受けて北京を秘かに訪問し、中華人民共和国成立後初めて米中政府間協議を極秘に行った。そして7月15日に、ニクソン大統領が翌年中華人民共和国を訪問することを突然発表して、世界をあっと驚かせた（第1次ニクソン・ショック）。このニクソン大統領の中国訪問は翌1972年2月に行われた。
この当時アメリカにとっては中華人民共和国をパートナーとした新しい東アジア秩序の形成を模索するもので、中華人民共和国と対立するソ連のみならず、中華人民共和国が支援していた北ベトナムに対しても揺さぶりをかけることで、膠着状態にあった北ベトナムとの和平交渉を促進することも目的であった。1965年から武力介入して泥沼化したベトナム戦争を抱えて複雑な状況の中で米国としても主導権を持って外交を積極的に推し進めるためには、ソ連と対立しつつ北ベトナムを支援していた中華人民共和国を承認することが必要であることをニクソン自身は大統領になる前から考えていた。
また前年に国際連合での中華人民共和国の加盟をめぐって賛成票が多数となり（米国の重要事項案も可決されて三分の二以上の賛成票ではないので加盟は実現しなかった）、この年秋の国連加盟が確実視されていた。また大統領選挙で公約したベトナム戦争からの名誉ある撤退を進めるためにも北ベトナムを支援する中華人民共和国との交渉が必要なことであると認識していたことで、ニクソンの突然の中華人民共和国訪問が実現した。
このニクソン訪中の時に周恩来との数回の会談の中で日米安保条約は対中華人民共和国のものでなく、「対ソ連が中心でかつ日本の軍事力を抑えて日本の軍事大国化を防ぐ目的のものであること」とをキッシンジャーが説明して周恩来も理解を示した。このことは後に日中国交正常化の障害を1つ取り除いていたことになった

### 佐藤内閣と国際情勢
佐藤は、池田の立場とは少し違って、政権発足当初は二つの中国を前提とせず、国府の国連での議席を守ることでは前政権と変わらないが、中華民国を正統政府と見なすという現実的対応を前提にして、将来両国がお互いを承認する方向を模索するものであった。しかし時代はベトナム戦争の激化と中ソ対立や文化大革命の混乱で、池田内閣の時代と違い、佐藤が積極的に日中接近に打って出ることはそもそも不可能であった。そして、佐藤内閣の大きな課題は沖縄返還であり、日中関係は停滞していた。
そして1970年代に入る頃にこの米中間の対話開始と急速な接近で、当時西側の主要国で中華人民共和国との国交が正常化していない国は日本と西ドイツだけで、他の英仏伊加がすでに承認していたことは、「日本外交が取り残されている」との認識が一般にも広がっていった。一方、当時の自民党内ではまだ東西冷戦の思考から抜け出せず、また中華民国を支持する勢力があり（源田実や浜田幸一なども親中華民国派であった）、様々な権益が絡んでいた。
また当然のことながら、中華民国と中華人民共和国の両政府はともに、他国による中国の二重承認を認めないために、佐藤の外交は60年代の冷戦思考そのままのものであった。1971年3月に訪中した藤山愛一郎は周の言葉から米国が先行して米中対話を行うことを危惧する旨を外務省に伝えているし、福田赳夫は「中国問題では米国が日本に相談に来ている」と語っていた。それが「ある日の朝、目を覚ませばアメリカと中国とが手を握っていた」 ことで右往左往することになった。
1971年秋に国連総会で中華人民共和国の加盟を審議した際には、日米とも加盟そのものには反対せず、しかし中華民国を排除しようとすることは重要事項であるとして前年までの方向と全く違う考え方の「逆重要事項案」と、中華人民共和国の常任理事国入りを認めつつ中華民国の議席も維持する「複合二重代表制決議案」の2つの案を共同提案国として提出したが、まず逆重要事項案が否決 されて、複合二重代表制決議案は自然消滅となり、中華人民共和国の加盟と中華民国の追放を求めた「アルバニア案」の採決 で日米とも反対したが結局賛成が大きく上回り、加盟と追放が決定された。この時のアメリカ国連大使のジョージ・H・W・ブッシュは国連総会の質疑で反対の論陣を張った（皮肉にも後に事実上の米国大使館である北京の米中連絡事務所の所長を務める）。
アメリカは反対を唱えながらもこの時すでにキッシンジャーが訪中して翌年のニクソン訪問の実務的な協議をしていた。中華人民共和国の国連加盟が実現して中華民国が国連を脱退した頃に、佐藤内閣でこの年7月まで官房長官を務め、当時自民党幹事長であった保利茂は東京都知事の美濃部が訪中した際に極秘に周宛てに1971年10月25日付けで1.中国は1つである、2.中華人民共和国が中国を代表する政府である、3.台湾は中国国民の領土であるとし保利自身が訪中して両国政府間の話し合いを進めたい旨の親書を渡した。これは直後に明らかになり、キッシンジャーならぬミノベンジャーだと言われた。しかしタイミングが国連総会で日本が逆重要事項案に賛成し、中華人民共和国加盟/中華民国追放のアルバニア案に反対していた時であったため、周から「まやかしで信用できない」と一蹴されている。この時に結果は不首尾であったが保利がそれまでの中華民国支持の立場から中華人民共和国との国交正常化へ立場が変ったことは、自民党内での親中華民国派と親中華人民共和国派との力関係に変化が生じることとなった。
1971年には、日本の財界首脳が訪中団を送り込んだ。1971年9月に佐伯勇を中心とした関西財界訪中団が、同年11月には永野重雄日本商工会議所会頭と木川田一隆経済同友会代表幹事を中心とした東京財界訪中団が訪中し、北京の人民大会堂で周恩来総理と会談した。このとき周総理は永野重雄に「これで日中関係、完全に修復しました。我々は今後いかなる日本人も歓迎する」と言ったといわれる。日中国交正常化は、こうした日本財界主流による訪中の成果の上に成ったものという評価もある。
1972年1月の施政方針演説で佐藤は「中国は一つであるという認識のもとに、今後、中華人民共和国政府との関係の正常化のため、政府間の話し合いを始めることが急務である」として中華人民共和国との国交正常化を目指す意向を示した。
NHKの取材により、佐藤は任期中の国交回復を目指して密使を送り込み、中華人民共和国と中華民国との間で連絡を取っており、国連総会での日本の反対があっても交渉は進んでおり、ニクソンに続き国交回復交渉を直接行うため北京を訪問しようとしていたことが明らかになった。その後、総理の座を狙う自民党内勢力からの横槍が入り計画が頓挫したこと、総理の座を譲ろうとしていた福田赳夫を中国側関係者に引き合わせていたことが明らかになった。

### 田中内閣
1972年（昭和47年）5月9日、老舗料亭において行われた佐藤派内田中グループ（田中派）の立ち上げにおいての立役者は木村武雄であった。木村武雄は石原莞爾に師事し、中国共産党の対日工作の首魁である廖承志とも交流があった。木村武雄は田中角栄に「中国で政権をとれ」と言い続けていた。
1972年7月5日に自民党総裁選挙で総裁となり、7月7日に内閣総理大臣に就任した田中角栄は就任前から日中関係の打開に積極的な姿勢で、就任した7月7日の首相談話で「日中国交正常化を急ぐ」旨を語り、すぐに異例なことに直後の7月9日に周恩来は「歓迎する」旨を明らかにした。7月16日に社会党の佐々木更三元委員長が訪中した際には「日本の田中首相の訪中を歓迎する」メッセージを示し、そして7月25日に公明党の竹入義勝委員長が訪中 (竹入の訪中は台湾派の抵抗と戦後賠償問題で田中政権が日中国交正常化に消極的になったところに公明党に招待状を送るという中国共産党の対日工作責任者の廖承志の作戦によるものである)
して27日から3日間延べ10時間に渡って周と会談して、中華人民共和国の考え方の内容が示された。帰国後の8月4日に田中と外務大臣の大平正芳にその内容を書いたメモを手渡している。この竹入メモには「国交回復（正常化）三原則を十分理解する」「唯一合法政府として認める」「共同声明で戦争状態を終結する」「戦時賠償を放棄する」「平和五原則に同意する」「覇権主義に反対する」「唯一合法政府として認めるならば復交3原則の台湾に関する部分は秘してもいい」「日米安保条約を容認する」等の内容で、田中はこれを読んで北京に赴くことを決意した。
この時から中華人民共和国側も田中内閣での国交正常化に本腰を入れ、当時上海舞劇団団長として来日していた孫平化（zh:孙平化）中日友好協会副秘書長と肖向前中日備忘録貿易弁事処東京連絡処首席代表の2人が8月15日に帝国ホテルで田中と会談する場が設けられて、その場で田中は自身の訪中の意向を初めて公式に伝え、中華人民共和国側から正式に田中を本国へ招待することが伝えられた。ここから、日本国と中華人民共和国との交渉がスタートした。

### 日中国交正常化交渉
ここで田中は、アメリカよりも早く日中国交正常化を果たすことを決断した。このとき日本はニクソン訪中の後に日中関係の正常化へ動いたにもかかわらず、アメリカよりも先に中華人民共和国を承認したのは日本の戦後政治史において例外的なことではあるが、ただし田中は就任後7月19日にアメリカのインガソル駐日大使にその意思を伝え、8月31日と9月1日にハワイで行ったニクソン大統領との会談でも確認しており、訪中前にアメリカにとってはすでに織り込み済みの話ではあった。
1972年9月17日に自民党副総裁の椎名悦三郎を台北に、元外相で日中国交正常化協議会会長の小坂善太郎を北京に派遣することを決めた。椎名は台湾で「あらゆる方面の従来の日台関係を継続していく」との発言をした。北京にてこの情報を得た周恩来は9月19日夜10時という遅い時間にも関わらず小坂善太郎を呼びつけて詰問したという。
1972年9月25日、田中は秋晴れの北京空港に日本航空の専用機で降り立ち、自ら中華人民共和国を訪問した。ニクソン訪中から7ヶ月後であった。同日午後から第1回会談が行われた。出席者は日本側が、内閣総理大臣の田中角栄、外務大臣の大平正芳、内閣官房長官の二階堂進、条約局長の高島益郎、中国課長の橋本恕、条約課長の栗山尚一など8名。中国側は、首相の周恩来、外相の姫鵬飛、会長の廖承志、外交部副部長の韓念龍、顧問の張香山など8名。この席でまず共同声明の形で国交正常化を行うこと、中華人民共和国側が日米安保条体制を是認すること、日本側が日華平和条約を終了させることが確認された。夜の晩餐会では、周は「双方が努力し、十分に話し合い、小異を残して大同を求めること で中日国交正常化は必ず実現できるものと確信します。」と挨拶して、一方田中は「過去に中国国民に多大なご迷惑をおかけしたことを深く反省します」と挨拶した。が、後にこの部分の発言の翻訳が大問題となった。
問題の田中スピーチの部分を「添了麻煩」との翻訳を行ったのは外務省の橋本恕中国課長であった。彼はハルピン生まれの外務省で一番優秀な翻訳官に任せたのだという。また、中国側は周恩来が田中一行のすべての情報を把握していたのに対して、外務省中国課の橋本恕課長は当時の中ソ対決の情報の分析や文化大革命で中国が荒廃しているという基本情報すら取っていなかったか、上げていなかったことが指摘されている。
26日の午前中の外相会談ではまず前夜の「添了麻煩」問題が蒸し返された。「戦争状態の終結」「国交回復三原則」「賠償請求の放棄」「戦争への反省」の4点に関する基本的な見解を提示した。「添了麻煩」という中国側が攻め込む材料を外務省が提供したことは問題だったと指摘されている。午前中の会談は一触即発状態のまま終わり、険悪ムードは午後二時からの第二回首脳会談に持ち込まれた。
午後からの首脳会談では周恩来は初日とはまったく異なる厳しい態度で田中角栄に接してきた。周恩来は「ご迷惑」発言になかなか納得せず、田中角栄が「垣根争いをしている隣同士が娘、息子を結婚させようというときに過去のことを言上げして、ああでもない、こうでもない、というののはいかがなものか」と言うと、周恩来は「日中の話を隣家同士の話にするとは何事だ」と言ったというが、田中は「いや、国と国との隣同士というのは、国境をめぐる争いだ。あなたは今、ソ連との間で三千キロをめぐって大変な争いをしているじゃないか。私も、第二次大戦中は陸軍二等兵として、今の東北部に出兵しておった。私の鉄砲は北を向いておった」というような話をしたあたりで話が和らいできたため、田中はすかさず「あなた方は日本軍がどうのこうの、とばかり責めるけれども、歴史を振り返ってみると、元寇というのがあったね。その時、中国の大軍が日本に押しかけてきて、たまたま台風が吹いたものだから上陸はできなかった。だが、もし吹いてなかったら上陸して、日本は侵略を受けておった」と話したところ、周恩来は「あれは中国じゃない、元だ」と言い、「もう、この話はやめよう」ということになったという。
午後の首脳会談で周から前夜での「御迷惑」発言と午前中の高島条約局長の「日華平和条約との整合性」発言で厳しく指摘を受けた。これを受けて夕方に日本側からの提案で急遽外相会談が開かれ、「台湾は中国の一部」とする中華人民共和国側に対して「不可分の一部であることを再確認する」「この立場を日本政府は十分に理解し、ポツダム宣言に基づく立場を堅持する」旨の案を提示した。
27日の午前中は万里の長城などへ見学に行き、夕方から首脳会談を行った。前日の厳しいやり取りから一転して穏やかな雰囲気で始まった。全般的な外交問題や政策についてが話題となり、中ソ間のことも話題となった。また尖閣諸島について田中から出されたが周から「今、話し合っても相互に利益にはならない」として、それ以前のまだ正常化に向けて残っている案件の処理を急ぐこととなった。夜に田中、大平、二階堂の3名は毛沢東の私邸を訪ねて、この時に毛主席から「もうケンカは済みましたか」という言葉がかけられた。この日の深夜に外相会談が開かれて、戦争責任について「深く反省の意を表する」という表現で、戦争状態の終結については「不正常な状態の終結」という表現にする案でまとまった。
28日の午前中は故宮博物院を見学して午後の首脳会談で、大平から日本と中華民国の関係について今回の共同声明が発表される翌日に終了すること、しかし民間貿易などの関係は継続される旨の発言があり、周は黙認する姿勢を示した。
そして9月29日に日本国総理大臣田中角栄と外務大臣：大平正芳が、一方中華人民共和国国務院総理周恩来と中華人民共和国外交部部長：姫鵬飛が「日本国政府と中華人民共和国政府の共同声明」（日中共同声明）に署名し、ここに日中国交正常化が成立した。日本が第二次世界大戦後、戦後処理に関する国際文書の中で歴史認識を示し、戦争責任を認めたのはこれが初めてのことであった。
帰国後の両院議員総会で田中は「”日中国交正常化は不可避”というのが、私はおおよその世論だと思う」と発言している。
なお、当時はまだ戦後30年も経過しておらず、交渉には日中戦争の傷が影を落としていたが、周恩来は「日本人民と中国人民はともに日本の軍国主義の被害者である」として、「日本軍国主義」と「日本人民」を分断するロジックによって「未来志向」のポリティクスを提唱し、共同声明を実現させた。この論理によれば、抗日民族統一戦線の戦いをどれほど賛美し、日本の軍国主義の侵略をどれほど非難しても、それは日本との外交関係にいささかもネガティヴな影響を及ぼすものではないとされる。この「未来志向」の政治的合意は現在にも引き継がれている。一方、1991年に江沢民総書記（最高指導者）は、「小学生、中学生から大学生まで、中国近代史、現代史及び国情教育を行うべき」であり、「1840年のアヘン戦争以降の百年にわたり、中国人民が列強から陵辱を受けたことを、史実を挙げて説明」し、「五四運動以降、中国共産党が誕生し、各族人民を指導して土地革命戦争、抗日戦争、解放戦争を経験し、中華人民共和国を建国し、中国人民が立ち上がったこと」を教育するよう要求した。これを受けて国家教育委員会は「小中学校の中国近代、現代史及び国情教育強化のための全体綱要」を作成し、歴史、地理、語文、思想政治を関連科目として指定し、各科目に対してそれぞれ近現代史、国情教育強化の指示を出し、中国共産党は「日本は、日中戦争で独立存亡の危機に中国を直面させ、他方でその日中戦争の中から中国共産党が覇権を握っていく」という「『正しい歴史』に密接にかかわる必要不可欠なキャラクター」であり、日本政府は明治維新から終戦まで一貫して、資源が乏しい中で近代化を実現するため中国を侵略する計画を持ち、戦争は周到に計画されていたとする「戦争必然論」の立場を取るようになり、王雪萍（東洋大学）は、中国の歴史教科書は、「日本人民と中国人民はともに日本の軍国主義の被害者である」という「日本軍国主義」と「日本人民」を区別してきたが、1990年代以降は階級を分けて日本国内の矛盾を説明する内容がなくなり、「日本軍国主義」と「日本人民」を区別することをやめ、戦争責任を日本国家全体に帰するようになり、反日デモの矛先が日本政府のみならず、一般国民にも向けられるようになったと分析している。
それから6年後の1978年8月、福田赳夫政権の下で日中平和友好条約が調印された。

## エピソード
- 1971年1月25日、第31回世界卓球選手権名古屋大会に際し、日本卓球連盟会長の後藤鉀二が中国チームの参加を中国当局に説得。3月21日には中国が訪日し大会に出場した。このことから4月にアメリカの卓球選手団の訪中と周との会見につながり米中の緊張緩和に微力ながら貢献した。
- 1974年に飛鳥山公園（東京都北区王子）に北村西望作「平和の女神像」が建てられた（1993年の公園改修時に園内で場所を移設）[60]。